# Nachal Nir'am
Nachal Nir'am (hebrejsky נחל נירעם) je vádí v severní části Negevské pouště, respektive v pobřežní nížině, v jižním Izraeli, poblíž pásma Gazy.
Začíná v nadmořské výšce okolo 100 metrů na jižním okraji města Sderot poblíž vesnice Nir Am a dálnice číslo 34. Směřuje pak k severu mírně zvlněnou krajinou, která je využita pro zástavbu města Sderot. Na severním okraji města přijímá od západu boční vádí Nachal Tal. Vede pak severovýchodním směrem zemědělsky využívanou krajinou a jihovýchodně od vesnice Or ha-Ner zleva ústí do toku Nachal Šikma.